# Station Mława Miasto Wąskotorowa
Station Mława Miasto Wąskotorowa is een spoorwegstation in de Poolse plaats Mława.